# Phalaenopsis finleyi
Phalaenopsis finleyi Christenson, 2011 è una pianta della famiglia delle Orchidacee.

## Descrizione
È un'orchidea di dimensioni veramente ridotte che cresce epifita nelle foreste del sud-est asiatico. Ha fusto corto e foglie piuttosto carnose e larghe, ad apice acuto di colore verde scuro. La fioritura avviene in tarda estate, inizio autunno con un'infiorescenza a racemo allungato e pendente, nel quale si aprono non più di 2 o 3 fiori alla volta. I fiori sono piccoli, non arrivano mai a 2 centimetri, ma piuttosto spessi e cerosi, di colore bianco variegato di viola..

## Distribuzione e habitat
La specie è originaria dell'Indocina (Birmania, Thailandia e Vietnam).
Cresce epifita nelle foreste tropicali.

## Sinonimi
Kingidium minus Seidenf., 1988

Phalaenopsis minor  (Seidenf.) Christenson, 2001, nom illeg.

Doritis minus (Seidenf.) T.Yukawa & K.Kita, 2005

## Coltivazione
Questa pianta cresce bene, date anche le piccole dimensioni, appoggiata ad un ramo o piccolo tronco e richiede temperature calde ed esposizione all'ombra..